# Jean Dinning
Jean Dinning (29 de março de 1924 - 22 de fevereiro de 2011) foi uma cantora e compositora norte-americana, mais conhecida por co-escrever, com seu então marido, Red Surrey, o hit de 1959 "Teen Angel".